# As-Salt
As-Salt (arab. السلط) – miasto w północnej Jordanii, na północny zachód od Ammanu; stolica muhafazy al-Balka; , najstarsze miasto na liście UNESCO. W 2015 roku miasto liczyło 80 tys. mieszkańców.
Ośrodek przemysłu (spożywczego, farmaceutycznego), rzemiosła (wyroby skórzane) i handlu regionu hodowli owiec.